# Стерегущий (эсминец, 1938)
«Стерегущий» — советский эскадренный миноносец проекта 7.

## История строительства
Заложен 12 августа 1936 года на заводе № 190 в Ленинграде под заводским № С-516. Спущен на воду 18 января 1938 года. Вступил в строй 30 октября 1939 года и был включен в состав Балтийского флота.

## Служба
Принимал участие в советско-финской войне 1939—1940 годов, выполнив 1 боевой поход: утром 15 декабря 1939 года, сопровождая лидер «Минск» (в отряде шли также два тральщика и два катера «малый охотник»), вышел в море для обстрела финской береговой батареи на острове Пуккио. В ходе завязавшегося боя на больших дистанциях ни одна из сторон не добилась попаданий.
Великую Отечественную войну «Стерегущий» встретил в составе 1-го дивизиона эсминцев, входившего в состав Отряда легких сил Краснознаменного Балтийского флота.
23 июня 1941 года вышел на прикрытие минной постановки совместно с крейсером «Максим Горький», эсминцами «Гневный» и «Гордый». Однако операцию пришлось прервать, поскольку «Максим Горький» и «Гневный» подорвались на немецких минах. Эсминец «Гневный» вскоре затонул, «Стерегущий» и «Гордый» вынуждены были отконвоировать повреждённый крейсер в базу.
2 июля 1941 года участвовал в постановке мин. 12 июля перебазировался в Моонзунд, где включился в дозорную службу. С 12 по 31 июля отразил 54 атаки самолётов, во время которых на него было сброшено 130 бомб.
12 июля 1941 года в составе отряда кораблей выходил на безуспешный перехват немецкого конвоя.
18 июля 1941 года вышел на очередной перехват немецкого конвоя. В 16:40 на дистанции 70-80 кабельтовых были обнаружены 6 торпедных катеров, которые, заметив эсминец, пошли в атаку. Через минуту по катерам был открыт огонь, после чего они повернули на обратный курс. В 16:46 в районе Рижского буя были обнаружены 18 немецких транспортов в охранении 6 торпедных катеров и 2 сторожевых кораблей, по которым с дистанции 103 кабельтова был открыт артиллерийский огонь. Катера и сторожевики немедленно начали постановку дымовой завесы. В 16:54 видимость ухудшилась и «Стерегущий» прекратил огонь, возобновив его в 17:05. Транспорты, скопившиеся у входного буя, стали получать попадания. Далее до 17:13 огонь вёлся по временно скрывшейся цели по площади. Последние залпы были сделаны на дистанции 60 кабельтовых. Итоги этого боя в точности неизвестны. Возможно, было потоплено 5 транспортов противника.
В ночь на 21 июля 1941 года эсминец прикрывал минную постановку в районе маяка Михайловский.
11 августа 1941 года «Стерегущий» совместно с тральщиком «Крамбол» начал эскортирование госпитального судна «Вячеслав Молотов». У мыса Юминда тральщик подорвался на мине и затонул. Чуть позже подорвалось на мине госпитальное судно, эсминец вынужден был взять его на буксир и доставить в Кронштадт. После этой операции «Стерегущий» был поставлен на ремонт.
С 30 августа 1941 года был включен в систему артиллерийской обороны Ленинграда. Вёл огонь по позициям врага.

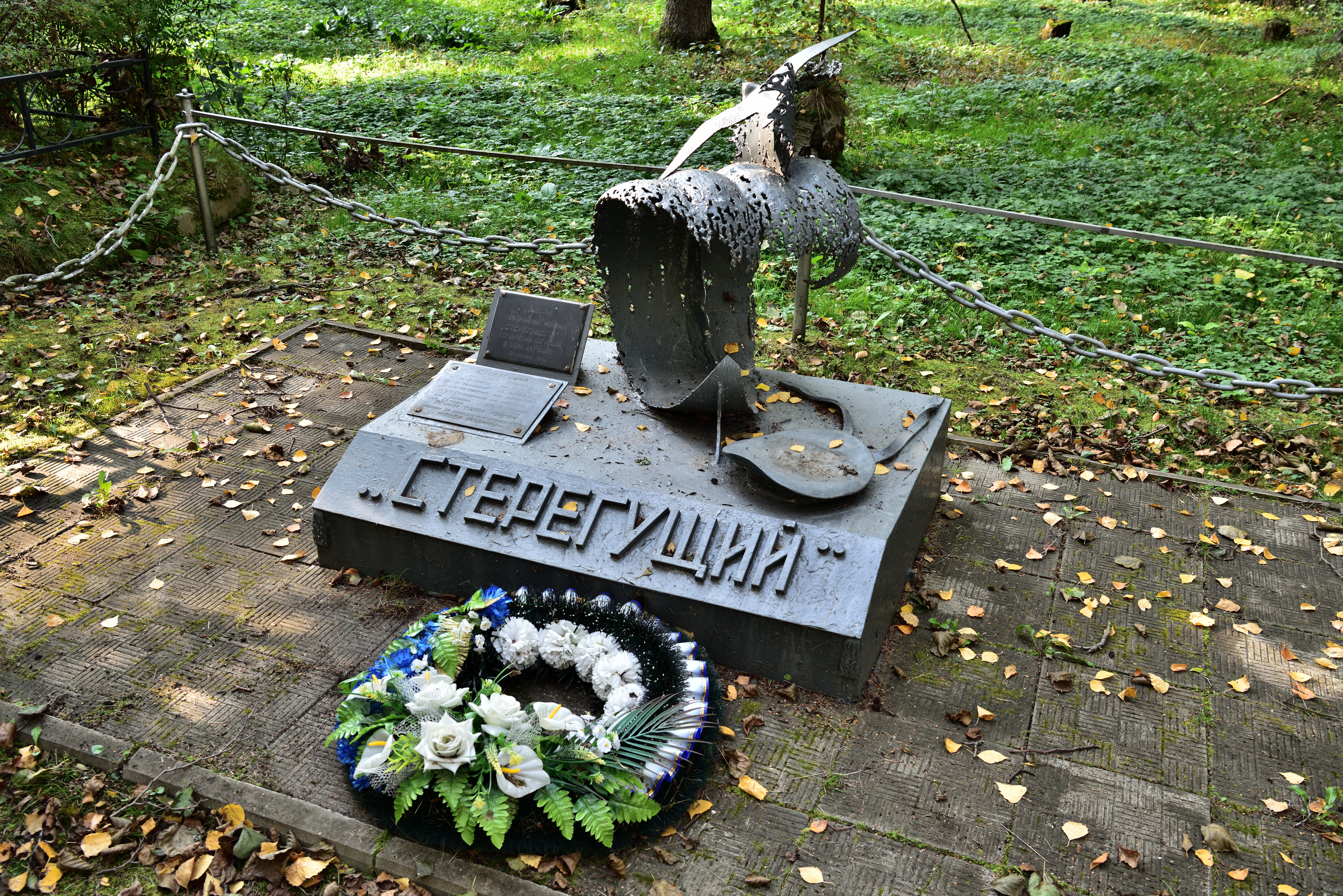
Братская могила моряков со «Стерегущего» в Кронштадте

21 сентября 1941 года при налёте немецких бомбардировщиков получил три прямых попадания. В результате были затоплены первое машинное и третье котельное отделения, но эсминец сумел дойти до отмели, где вскоре затонул. На Городском Русском кладбище Кронштадта находится братская могила моряков «Стерегущего», погибших в этот день.
20 июля 1944 года поднят и поставлен на капитальный ремонт. Восстановление эсминца завершилось уже после Великой Отечественной войны.